# Zmajevac (Cazin)
Zmajevac falu Bosznia-Hercegovinában, a Bosznia-hercegovinai Föderáció Una-Szanai kantonjában.

## Fekvése
Bosznia-Hercegovina északnyugati részén, Bihácstól légvonalban 20, közúton 33 km-re északkeletre, Cazin központjától légvonalban 9, közúton 11 km-re kelet-délkeletre, a Gomila-hegy lábánál található. Áthalad rajta a Cazinból Bosanska Krupa irányba vezető főút.

## Népessége
| Nemzetiségi csoport | Népesség 1991 | Népesség 2013 |
| ------------------- | ------------- | ------------- |
| Szerb               | 0             | 0             |
| Bosnyák             | 375           | 439           |
| Horvát              | 0             | 0             |
| Jugoszláv           | 9             | 0             |
| Egyéb               | 0             | 0             |
| Összesen            | 377           | 439           |

## Története
A zmajevaci muszlim gyülekezet egy fiatalabb gyülekezet, 1999 áprilisában alakult a stijenai gyülekezettől való elszakadással. A gyülekezetnek körülbelül 90 háztartása van. A mecset építése 1999. április 22-én kezdődött, és 2008-ban fejeződött be, és még abban az évben hivatalosan is megnyitották. Ebben a gyülekezetben az imámi szolgálatot a következő imámok végezték: Juso Memic és Jasmin Mušić efendi, a gyülekezet jelenlegi imámja.

## Nevezetességei
A falu mecsetje 1999 és 2008 között épült.